# Satz von Thébault-Yaglom

Satz von Thébault

Der Satz von Thébault-Yaglom (oder auch nur Satz von Thébault) ist eine Aussage der Elementargeometrie und beschreibt eine Eigenschaft von Parallelogrammen. Er besagt, dass die Mittelpunkte der über den Seiten eines Parallelogramms errichteten Quadrate selbst ein Quadrat formen. Benannt ist er nach den Mathematikern Victor Thébault und Isaak Moissejewitsch Jaglom.
Der Satz lässt sich auf von Parallelogrammen auf beliebige Vierecke verallgemeinern, allerdings bilden die Mittelpunkte der Quadrate dann kein Quadrat mehr, sondern lediglich ein orthodiagonales Viereck mit gleich langen Diagonalen. Diese verallgemeinerte Aussage wird auch als Satz von van Aubel bezeichnet.
Der Satz von Thébault-Yaglom ist Analogon für Vierecke zum Satz von Napoleon über Dreiecke. Beide Sätze sind Spezialfälle des Satz von Napoleon-Barlotti, der die Eigenschaft auf Vielecke erweitert.